# شواليات
الشَوَّالِيَّات أو فصيلة بانوربيدي(الاسم العلمي: Panorpidae) هي فصيلة حشرات تتبع رتبة طويلات الأجنحة.

## الأجناس
- الشوالة (ca. 260 نوعًا)
- شوالة مقرنة (22 نوعًا)
- الشوالة المقرنة الثنائية (8 أنواع)
- شوالة متفرعة (نوع وحيد)
- الشوالة الرقيقة (12 نوعًا)
- شوالة جديدة (ca. 170 نوعًا)
- شوالة صينية (3 أنواع)

## السجل الأحفوري
ومن المعروف أن أنواعاً من الشواليات عاشت في فترة الجوراسي الأوسط. أقدم الأنواع المعروفة هي أعضاء في جنس الشوالة الجوراسية Jurassipanorpa من تشكيل جيولونغشان في منغوليا الداخلية في الصين.